# Auguste Levêque
Pour les articles homonymes, voir Levêque.
Auguste Levêque est un peintre réaliste et symboliste belge, né à Nivelles le 1er mars 1866 et mort à Saint-Josse-ten-Noode le 21 février 1921. Il ne doit pas être confondu avec le sculpteur français Louis-Auguste Lévêque (1814-1875).
Il fut également poète et théoricien d'art. Il est lauréat du Prix Godecharle pour son tableau Job en 1890.

## Œuvres picturales

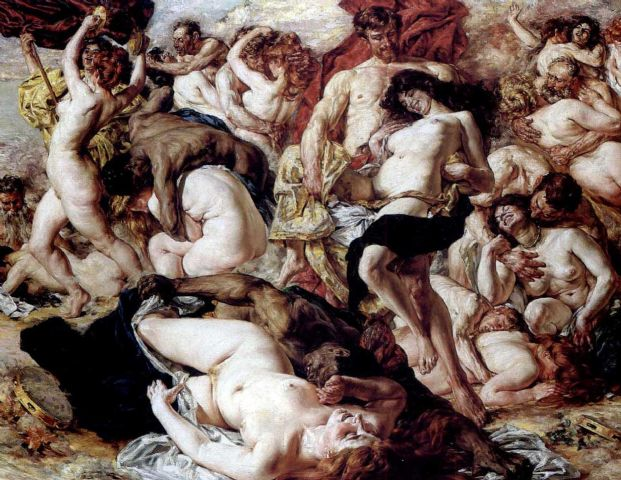
Auguste Levêque Bacchanalia, huile sur toile, 96 × 127 cm.

- Job
- Les Dentelles d'airain
- Panthéra et Vipérena
- Mater dolorosa
- Circé
- Dante
- Parque
- Repos
- Ouvriers tragiques
- Triomphe de la Mort
- Moisson future
- Hymne d'Amour
- Repos de Diane
- Combat de Centaures
- Portrait d'Edmond Picard (I)
- Portrait d'Edmond Picard (II)

## Sculptures
- Combat d'amazones (ronde bosse)
- Fin de Sodome (ronde bosse)
- Triomphe de la Vigne (bas-relief)
- Vision païenne (bas-relief)